# Bahía del Laberinto
La bahía del Laberinto (en inglés: Adventure Sound) es una entrada o fiordo en la costa sureste de la isla Soledad, Islas Malvinas. Se encuentra en Lafonia entre la bahía de los Abrigos y la Seno Choiseul, y forma el segmento superior de la "E" de la península.